# Danthonia
Genre
Classification phylogénétique
Danthonia est un genre de plantes monocotylédones de la famille des Poaceae (graminées), sous-famille des Danthonioideae, originaire de l'hémisphère nord, qui comprend une vingtaine d'espèces.
Étymologiele nom générique, Danthonia, est un hommage au botaniste français, Étienne Danthoine (1739 - 1794).

## Description
Ce genre parmi les graminées est l'un des plus variables en termes de caractères morphologiques et anatomiques. Au sein des 4 séries morphologiques (Paniciformes, Eragrostiformes, Festuciformes et le Phragmitiformes) qui servent parfois à classer les graminées, le genre Danthonia est inclus dans la série des Phragmitiformes, et placés au voisinage de la tribu des Arundineae.
Le nombre de chromosomes varie beaucoup selon les espèces de Danthonia (ce nombre est moyen ou peu élevé par rapport aux autres graminées).

## Reproduction
Les plantes de ce genre produisent deux types de fleurs (chasmogamie avec des « fleurs ouvrantes » et cléistogamie impliquant une autopollinisation obligatoire dans des fleurs fermées).

L'espèce, Danthonia spicata, a été étudiée pour déterminer dans quelle mesure la proportion des deux types de fleurs variait et sur quelles éventuelles bases génétiques. Des infections (ou symbioses ?) avec des champignons semblent pouvoir modifier le type dominant de fleurs, et D. spicata produit sous serre 12 % de fleurs cléistogames de plus que des plantes cultivées en pleine terre (pour un pourcentage variant de 12 % à 65 % selon les plants ; variations fortement expliquées par des composantes génétiques, mais pas uniquement, avec une « héritabilité au sens large » estimé à 52,6 % au champ et 71,6 % en serre.
Quelques expériences laissent penser qu'à la différence de ce que l'on constate chez d'autres graminées, la dormance des graines de Danthonia ne semble pas affectée par la lumière, ni par les basses températures.

## Interactions durables avec certains champignons parasites
Les Danthonia peuvent être parasitées par au moins 5 espèce de champignons du genre Balansia, de la famille des Clavicipitaceae.
Ces parasites sont des ascomycètes qui parasitent des graminées, carex et joncs, et qui pour la plupart ou tous produisent des alcaloïdes toxiques pour les mammifères et insectes herbivores (Atkinsonella hypoxylonien (Peck) Diehl. par exemple).

Plusieurs études ont suggéré que les graminées infectées étaient plus vigoureuses que celles ne l'étant pas et que la proportion d'individus infectés est plus élevée au sein des populations plus anciennes. K. Clay a confirmé en 1984 que les plants de Danthonia spicata (L.) infectés par le champignon Atkinsonella hypoxylonien avaient effectivement de meilleures chances de survie en tant qu'individus au sein d'une population, mais avec une fécondité diminuée par rapport aux individus non infectés.

## Taxinomie

### Synonymes
Selon GRIN (10 mai 2017) :
- Brachatera Desv.
- Brachyathera Kuntze, nom. inval.
- Merathrepta Raf.
- Sieglingia Bernh.

### Liste des espèces et sous-espèces
Selon World Checklist of Selected Plant Families (WCSP) (10 mai 2017) :
- Danthonia alpina Vest (1821)
- Danthonia annableae P.M.Peterson & Rúgolo (1993)
- Danthonia araucana Phil. (1896)
- Danthonia boliviensis Renvoize (1998)
- Danthonia × breviaristata (Beck) Vierh. (1903)
- Danthonia breviseta Hack. (1902)
- Danthonia californica Bol. (1863)
- Danthonia cernua Döll (1878)
- Danthonia chaseana Conert (1975)
- Danthonia chiapasensis Davidse (1992)
- Danthonia chilensis É.Desv. (1854)
- Danthonia cirrata Hack. & Arechav. (1896)
- Danthonia compressa Austin (1869)
- Danthonia decumbens (L.) DC. (1805)
- Danthonia domingensis Hack. & Pilg. (1909)
  - sous-espèce Danthonia domingensis subsp. domingensis
  - sous-espèce Danthonia domingensis subsp. obtorta (Chase) Conert (1975)
  - sous-espèce Danthonia domingensis subsp. shrevei (Britton) Conert (1975)
- Danthonia holm-nielsenii Laegaard (1997)
- Danthonia intermedia Vasey (1883)
  - sous-espèce Danthonia intermedia subsp. intermedia
  - sous-espèce Danthonia intermedia subsp. riabuschinskii (Kom.) Tzvelev (1976)
- Danthonia malacantha (Steud.) Pilg. (1929)
- Danthonia melanathera (Hack.) Bernardello (1977)
- Danthonia montevidensis Hack. & Arechav. (1896)
- Danthonia parryi Scribn. (1896)
- Danthonia rhizomata Swallen (1961)
- Danthonia rugoloana Sulekic (1999)
- Danthonia secundiflora J.Presl (1830)
  - sous-espèce Danthonia secundiflora subsp. mattheii C.M.Baeza (1996)
  - sous-espèce Danthonia secundiflora subsp. secundiflora
- Danthonia sericea Nutt. (1818)
- Danthonia spicata (L.) Roem. & Schult., Syst. Veg. (1817)
- Danthonia unispicata (Thurb.) Munro ex Macoun (1888)

### Espèces reclassées
Certaines espèces autrefois classées dans le genre Danthonia ont été reclassées dans les genres suivants :
- Amphibromus
- Astrebla
- Austrodanthonia
- Chionochloa
- Joycea
- Karroochloa
- Monachather
- Merxmuellera
- Notodanthonia
- Pentaschistis
- Plinthanthesis
- Rytidosperma
- Schismus.